# Bermuda i olympiska spelen
Bermuda deltog första gången i olympiska spelen 1936, och har skickat idrottare till varje olympiskt sommarspel sedan dess, med undantag för spelen 1980 då de var en del av den USA-ledda bojkotten. Bermuda deltog i samtliga vinterspel mellan 1992 och 2018.
Vid olympiska sommarspelen 1976 tog Bermuda sin första medalj, genom Clarence Hill som tog ett brons i boxningens tungvikt. Detta gjorde Bermuda till den tävlande med minst befolkning att vinna en medalj i olympiska sommarspelen, ett rekord som höll sig fram till 2021 då Alessandra Perilli från San Marino tog brons i trap. Under året tog dock Flora Duffy guld i damernas triathlon och Bermuda blev då nationen med minst befolkning att vinna ett guld i olympiska sommarspelen.
Den nationella olympiska kommittén av Bermuda skapades 1935 och erkändes av Internationella olympiska kommittén 1936.

## Medaljer
| Guld | Silver | Brons | Totalt antal medaljer |
| ---- | ------ | ----- | --------------------- |
| 1    | 0      | 1     | 2                     |

### Lista över medaljer
| Medalj | Namn          | Spel          | Sport     | Gren               |
| ------ | ------------- | ------------- | --------- | ------------------ |
| Brons  | Clarence Hill | Montreal 1976 | Boxning   | Tungvikt, herrar   |
| Guld   | Flora Duffy   | Tokyo 2020    | Triathlon | Damernas triathlon |

### Medaljer efter sommarspel
| Spel                                    | Guld        | Silver      | Brons       | Totalt      |
| 1936 Berlin                             | 0           | 0           | 0           | 0           |
| 1948 London                             | 0           | 0           | 0           | 0           |
| 1952 Helsingfors                        | 0           | 0           | 0           | 0           |
| 1956 Melbourne (ryttarspel i Stockholm) | 0           | 0           | 0           | 0           |
| 1960 Rom                                | 0           | 0           | 0           | 0           |
| 1964 Tokyo                              | 0           | 0           | 0           | 0           |
| 1968 Mexico City                        | 0           | 0           | 0           | 0           |
| 1972 München                            | 0           | 0           | 0           | 0           |
| 1976 Montreal                           | 0           | 0           | 1           | 1           |
| 1980 Moskva                             | Deltog inte | Deltog inte | Deltog inte | Deltog inte |
| 1984 Los Angeles                        | 0           | 0           | 0           | 0           |
| 1988 Seoul                              | 0           | 0           | 0           | 0           |
| 1992 Barcelona                          | 0           | 0           | 0           | 0           |
| 1996 Atlanta                            | 0           | 0           | 0           | 0           |
| 2000 Sydney                             | 0           | 0           | 0           | 0           |
| 2004 Aten                               | 0           | 0           | 0           | 0           |
| 2008 Peking                             | 0           | 0           | 0           | 0           |
| 2012 London                             | 0           | 0           | 0           | 0           |
| 2016 Rio de Janeiro                     | 0           | 0           | 0           | 0           |
| 2020 Tokyo                              | 1           | 0           | 0           | 1           |
| Totalt                                  | 1           | 0           | 1           | 2           |

### Medaljer efter vinterspel
| Spel                | Guld        | Silver      | Brons       | Totalt      |
| 1992 Albertville    | 0           | 0           | 0           | 0           |
| 1994 Lillehammer    | 0           | 0           | 0           | 0           |
| 1998 Nagano         | 0           | 0           | 0           | 0           |
| 2002 Salt Lake City | 0           | 0           | 0           | 0           |
| 2006 Turin          | 0           | 0           | 0           | 0           |
| 2010 Vancouver      | 0           | 0           | 0           | 0           |
| 2014 Sotji          | 0           | 0           | 0           | 0           |
| 2018 Pyeongchang    | 0           | 0           | 0           | 0           |
| 2022 Peking         | Deltog inte | Deltog inte | Deltog inte | Deltog inte |
| Totalt              | 0           | 0           | 0           | 0           |

### Medaljer efter sporter
| Sport     | Guld | Silver | Brons | Totalt |
| Triathlon | 1    | 0      | 0     | 1      |
| Boxning   | 0    | 0      | 1     | 1      |
| Totalt    | 1    | 0      | 1     | 2      |